# Austrocarabodes crinitus
Austrocarabodes crinitus är en kvalsterart som först beskrevs av Trägårdh 1931.  Austrocarabodes crinitus ingår i släktet Austrocarabodes och familjen Carabodidae. Inga underarter finns listade.